# Huerta Grande
Huerta Grande é um município da província de Córdova, na Argentina.